# Sansevieria bagamoyensis
Espèce
Classification APG III (2009)
Sansevieria bagamoyensis, également appelée Dracaena bagamoyensis, est une espèce de plantes de la famille des Liliaceae et du genre Sansevieria.

## Description
Plante succulente, Sansevieria bagamoyensis est une espèce de sansevières érectile à feuilles de taille moyenne (longueur de 30 à 40 cm ; largeur de 1,5 à 2,5 cm) et lisses, de couleur verte allant en s'éclaircissant jusqu'au jaune vers l'extérieur, et présentant des bords brunâtres à rougeâtres. Elles poussent de manière superposée en spirale, formant un stipe.
Elle a été identifiée comme espèce à part entière en 1913 par le botaniste britannique Nicholas Edward Brown.
L'espèce a été fréquemment et longtemps confondue avec Sansevieria arborescens, Sansevieria dumetescens et Sansevieria ascendens

## Distribution et habitat
L'espèce est présente dans le sud de l'Afrique orientale au sud-est du Kenya et au nord-est de la Tanzanie où elle a été initialement identifiée près de la localité de Bagamoyo qui lui donne son nom,. Elle occupe différents milieux depuis les savanes jusqu'aux forêts ouvertes, poussant entre 0 et 400 m d'altitude, de préférence à l'ombre sous couvert.

## Synonymes et cultivars
L'espèce présente un synonyme :
- Dracaena bagamoyensis